# ヴラディスラフ・チェルヌシェンコ
ヴラディスラフ・アレクサンドロヴィチ・チェルヌシェンコ（ロシア語: Владисла́в Алекса́ндрович Чернуше́нко；ラテン文字転写：Vladislav Aleksandrovich Chernushenko、1936年1月14日 - ）は、ソビエト連邦の指揮者。

## 略歴
1936年、レニングラードで生まれた。1944年から1953年までレニングラード国立アカデミー合唱団附属の合唱音楽学校で、エリザベート・アヴァノヴァの下でピアノ、アレキサンドル・パトリケイエフの下で指揮法を学んだ。その後、レニングラード音楽院に進学してアレクサンドラ・ニクルソヴァに合唱指揮を学び、1957年に卒業。
1958年から1962年までマグニトゴルスクの音楽学校の講師となり、その地の合唱団を指導した。1962年にレニングラードに戻り、アマチュアの合唱団を結成して1979年まで音楽監督を務めた。指揮者あるいは音楽監督として活動する一方で、1967年から1970年まで、再びレニングラード音楽院でイリヤ・ムーシンの指導を受けた。
1971年からはマールイ劇場の第二指揮者を務め、1974年にはグリンカ記念レニングラード国立アカデミーカペラ合唱団(現・サンクトペテルブルク国立アカデミーカペラ)の音楽監督兼首席指揮者に就任した。
教育者としては、1971年以降、母校のレニングラード音楽院のほか、グリンカ合唱学校、レニングラード音楽大学などでも教鞭をとり、1979年から2002年までレニングラード音楽院の院長を務めた。また、1974年にはレニングラード合唱協会の会長、1983年からロシア音楽協会の副会長、1986年からレニングラード音楽協会の会長などを歴任した。

## 受賞・栄典
- 1991年：ソ連人民芸術家の称号を授与。
- 1994年：ロシア連邦国家賞を受賞。